# بخر
البَخَر أو بخر الفم (بالإنجليزية: Halitosis)‏ هو مصطلح يصف رائحة الفم الكريهة أو رائحة النفس أو النفس الكريه أو النفس السيئ، أي الرائحة غير المستحبة المنبعثة خلال التنفس بغض النظر إن كان الفم هو مصدرها الأصلي أم لا. يسبب البخر تأثيرًا نفسيًا واجتماعيًا كبيرًا على المصابين به أو الذين يعتقدون ذلك (المصابين برهاب البخر)، كما أنه يحتل المركز الثالث بين الأسباب التي تدعو إلى طلب مساعدة طبيب الأسنان بعد تسوس الأسنان والمشاكل حول السنية.

## نظرة عامة
في معظم الحالات (من 85-90%) ينتج البخر من الفم نفسه. تختلف شدة الرائحة خلال اليوم إما بسبب الجفاف كما يحدث مع الضغط النفسي أو الصوم، أو بسبب تناول أنواع معينة من الطعام كالثوم والبصل واللحم والسمك والجبن، أو بسبب البدانة والتدخين وشرب الكحوليات. تكون الرائحة في أسوا أحوالها بعد الاستيقاظ من النوم (نفس الصباح) نظرا لجفاف الفم وخموله أثناء الليل. في بعض الأحيان يكون هذا النفس السيئ مؤقتا سرعان ما يزول بعد تناول الطعام، وتفريش الأسنان واستخدام الخيط الطبي والمضمضة بغسول خاص بالفم. وفي أحيان أخرى يكون مستمرا (البخر المزمن) مما يجعله حالة جادة لدى 25% من الأشخاص في المجتمع بدرجات متفاوتة. المشكلة تؤثر سلبا أيضا على حياة الفرد الشخصية والاجتماعية والعملية مؤدية إلى نقصان الثقة بالنفس وزيادة في الضغوط النفسية. هذه الحالات المزمنة تكون غالبا بسبب النشاط الأيضي لبعض أنواع البكتيريا التي تعيش في الفم.

## المنشأ

### الفم
بالرغم من أن مسببات الرائحة الكريهة للنفس غير مفهومة تماما، فإن معظم هذه الروائح الكريهة تظهر بسبب البروتينات المحتجزة في الفم والتي تقوم البكتيريا بمعالجتها. يوجد في الفم العادي ما يزيد عن ستمائة نوع من البكتيريا التي تنتج رائحة كريهة عندما تتم زراعتها وحضنها في المعمل.
يعتبر اللسان أكثر المناطق تسببا للبخر الفموي، وذلك بسبب وجود أعداد كبيرة من البكتيريا الموجودة طبيعيا في الجزء الخلفي منه حيث أنه يكون مستقرا لا يتحرك تقريبا خلال الحركة العادية، بالإضافة إلى أن هذا الجزء من اللسان يكون جافا وقليل النظافة ويمكن للمستعمرات البكتيرية العيش على ما ترسب فيه من بقايا الطعام والخلايا الطلائية الميتة وكذلك التتستيل خلف الأنف (postnasal drip) وهو عبارة عن كمية من المخاط متراكمة في الحلق أو خلف الأنف.
يُوفر شكل اللسان الخلفي الملتوي المكان الملائم للبكتيريا اللاهوائية التي تعيش وتنمو على بقايا الطعام والخلايا الميتة والتستيل خلف الأنف والبكتيريا الموجودة سواء الميتة أو الحيّة.وعندما تُترك هذه البكتيريا على اللسان، فإن التنفس اللاهوائي لهذه البكتيريا إما أن يعطي الرائحة العفنة لإحدى هذه المركبات: إندول (indole) – السكاتول (skatole) - عديد الأمين (polyamines)، أوقد يعطي رائحة البيض الفاسد لمركبات الكبريت المتطايرة مثل: الهيدروجين المكبرت (hydrogen sulfide) - ميثيل مِرْكابْتان (methyl mercaptan) - كبريتيد ثنائي الميثيل (dimethyl sulfide).
تنتج الرائحة غالبا بسبب التكسير اللاهوائي للبروتينات إلى أحماض أمينية، يتبعها تكسير آخر لهذه الأحماض لتنتج غازات ذو رائحة كريهة.فعلى سبيل المثال: تكسير السيستين (cysteine) يعطي هيدروجين مكبرت وتكسير الميثيونين (methionine) يعطي ميثيل مِرْكابْتان. كما أظهرت إحصائيا مركبات الكبريت المتطايرة علاقتها برائحة الفم الكريهة.
توجد أيضا أماكن أخرى في الفم قد تكون مسؤولة عن الرائحة الكريهة كليا مع أنها ليست شائعة مثل خلفية اللسان. ومن هذه الأماكن (مرتبه تنازليا): ما بين الأسنان (inter-dental) وتحت اللثة (sub-gingival niches) وأعمال طبيب الأسنان المعيبة والمناطق الموجود بها الطعام بين الأسنان والخُراجات (abscesses) وأطقم الأسنان غير النظيفة.

### أمراض اللثة
هناك جدل قائم حول الدور الذي تقوم به الأمراض المتعلقة بدواعم السن (periodontal diseases) في تسبيب النفس الكريه. فبينما تُسبب البكتيريا التي تنمو تحت اللثّة رائحة كريهة عند إزالتها، فإن معظم الدراسات تشير إلى أنه لا يوجد هناك ترابط إحصائي بين الرائحة الكريهة ودواعم السن.

### الأنف
ثاني مصدر أساسي للنفس الكريه هو الأنف.في هذه الحالة فإن الرائحة التي تنبعث من فتحتي الأنف لها رائحة لاذعة تختلف عن الرائحة التي تنبعث من الفم.قد تكون رائحة الأنف بسبب عدوى أو التهاب في الجيوب الهوائية أو بسبب وجود أجسام غريبة.

### اللوز
يُعد تعفن اللوز سببا ثانويا للنفس الكريه، حيث يكون سببا في 3-5% من الحالات.وبالرغم من أن 5% من الشعب تقريبا يعانون من مادة متكلسة في اللوز يطلق عليها الحصاة اللوزية (tonsilloliths) لها رائحة كريهة جدا عند إخراجها، فإنها ليست بالضرورة سببا للنفس الكريه.

### المعدة
في الحقيقة إن أغلب الباحثين يعتبرون المعدة مصدرًا غير مألوف للنفس الكريه (ماعدا في حالة التجشؤ).ولأن المريء عبارة عن أنبوب مغلق، فإن التدفق المستمر للغازات أو المواد المتعفنة من المعدة يشير إلى مشكلة صحيّة مثل الارتداد (reflux) وهي مشكلة خطيرة بما فيه الكفاية لِحدث ناسورا (fistula) بين المعدة والمريء مما سينتج عنه أعراض أخطر بكثير من مجرد الرائحة الكريهة.

### أمراض تصيب أجهزة الجسم عامة
توجد هناك بعض الحالات الطبية في بعض أجهزة الجسم التي قد تسبب رائحة النفس الكريهة، ولكنها نادرة جدا في المجتمع، من هذه الحالات:
- 1-الرائحة الكريهة الكبدية: تحدث بسبب فشل الكبد
- 2-عدوى الجهاز التنفسي السفلي
- 3-عدوى الكلى والفشل الكلوي
- 4-السرطان (Carcinoma)
- 5-ثلاثي ميثيل الأمين.(Trimethylaminuria) (متلازمة رائحة السمك)
- 6-مرض السكري
- 7-خلل في عمليات الأيض

إن الأشخاص المصابين بمثل هذه الحالات تظهر عليهم أعراض تشخيصية وحاسمة أكثر لأمراضهم من مجرد النفس الكريه. كذلك يجب على الأشخاص الذين يعانون من النفس الكريه ألا يستنتجوا من ذلك أنهم مصابون بإحدى هذه الأمراض.

## التشخيص

### التشخيص الذاتي والمنزلي
يعتقد العلماء منذ وقت طويل أنه يصعب اشتمام المرء لرائحة نفسه في كثير من الأحيان بسبب تعوده على تلك الرائحة، وعلى الرغم من ذلك فإن الكثير من الذين يعانون من سوء رائحة النفس قادرين على اكتشافها لدى الآخرين. لذا يعتقد الباحثون أن التقييم الذاتي لسوء رائحة الفم ليس سهلا بسبب الأفكار المسبقة عن مدى السوء الذي ينبغي أن تكون عليه الرائحة. بعض الناس يعتقدون أن لديهم نفسا سيئا بسبب سوء الطعم لديهم (كالمعدن، لاذع، برازي، الخ)، إلا أن سوء الطعم يعتبر مؤشرا ضعيفا لذلك.
لهذه الأسباب، فإن أبسط وأنجح وسيلة لمعرفة ما إذا كان شخص ما يعاني من سوء النفس هو أن يسأل فردا بالغا ثقة من أفراد الأسرة أو صديق مقرب جدا (مريح)، فإذا أكد له بأن هنالك ثمة مشكلة في رائحة نفسه، فعليه أن يتمكن من المساعدة في تحديد ما إذا كانت الرائحة قادمة من الفم أو الأنف، وما إذا كان العلاج بعد أخذه فعالا أم لا.
من أكثر الطرق شيوعا للتأكد من وجود نفس سيء هو لعق الجزء الخلفي من المعصم، وترك اللعاب يجف لدقيقة أو دقيقتين وشم النتيجة.وكما استنتج من البحث فإن نتائج هذا الاختبار مبالغة، وينبغي تجنبه. الطريقة المثلى هي حك طفيف لمؤخرة ظهر اللسان بواسطة ملعقة من البلاستيك وشم الذي تبقى جافا. بعد أن يكون أحد أفراد الأسرة، أو أحد الأصدقاء المقربين قد استطاع من شم رائحة النفس وأعطى نتيجة صادقه وأمينه. وقد أصبح الاختبار المنزلي الآن متوفرا باستخدام التفاعلات الكيميائية التي تختبر وجود مركبات الكبريت وعديدات الأمين على مسحات اللسان، لكن هناك عددا قليلا من الدراسات التي أثبتت فعلا قدرة الكشف عن الرائحة بهذه الطريقة.وعلاوة على ذلك، فإن تغير شدة النفس طوال اليوم تبعا لعوامل كثيرة يجعل من الضروري استخدام اختبارات متعددة للكشف عنها.

### التشخيص المتقدم
إذا استمر سوء النفس، واستبعدت كافة العوامل الطبية والمتعلقة بالأسنان، فإن الاختبارات المتخصصة والعلاج يصبحان ضروريين. تطالب المئات من عيادات الأسنان والمكاتب التجارية الآن بتشخيص وعلاج سوء النفس. ولذلك هم غالبا ما يستخدمون بعض من الطرق المخبرية لتشخيص سوء النفس ومنها:
1. جهاز قياس سوء النفس Halimeter: جهاز رصد كبريتيد محمول يستخدم لاختبار مستويات انبعاث الكبريت (وعلى وجه التحديد، كبريتيد الهيدروجين) في هواء الفم. إذا ما استخدم هذا الجهاز بشكل صحيح فإنه يكون فعالا جدا في تحديد مستويات البكتيريا المنتجة لمركبات الكبريت المتطايرة. ومع ذلك، كانت هناك عوائق في التطبيقات السريرية لهذا الجهاز. فعلى سبيل المثال، بعض مركبات الكبريتيد المشتركة الأخرى مثل mercaptan))لا تسجل بسهولة وقد تغير في نتائج الاختبار. بعض الأطعمة مثل الثوم والبصل تنتج الكبريت في النفس لمدة 48 ساعة ويمكن أن تؤدي إلى قراءات خاطئة. الجهاز حساس أيضا للكحول، ولذلك ينبغي تجنب شرب الكحول أو استخدام غسول الفم المحتوي على مادة الكحول لمدة لا تقل عن 12 ساعة قبل إجراء الاختبار.هذه الآلة تناظرية تفقد دقتها على مر الزمن، وتتطلب إعادة تقويم دوري لها لتظل دقيقة.
2. الاستشراب (الكروماتوغرافيا) الغازي: بدأ حاليا عرض الآلات المحمولة مثل (oralchroma).هذه التكنولوجيا مصممة خصيصا لقياس رقمي لثلاث جزيئات من مركبات الكبريت المتطايرة وهي كبريتيد الهيدروجين وميثايل المركبتان وثنائي ميثايل الكبريت في عينة من هواء الفم. هذه الأجهزة دقيقة في قياس عنصر الكبريت في النفس وتوضح النتيجة على شكل رسم بياني عن طريق الحاسوب.
3. اختبار قياس بنزويل أرجنين نفثالاميد (BANA test): هذا الاختبار موجه لمعرفة مستويات أحد الأنزيمات في الفم والذي يشير لوجود بعض من أنواع البكتيريا ذات العلاقة بسوء الرائحة.
4. بيتا- جلكتوسايديز: وجد أن مستوى وجود هذا الإنزيم في اللعاب مرتبط ارتباطا وثيقا بسوء النفس.

وعلى الرغم من أن هذه الأجهزة تستخدم على نطاق واسع في العيادات لاختبار سوء النفس، إلا أن أهم وسيلة لقياس سوء النفس (النموذج الحقيقي)هو استنشاق وتسجيل مستوى ونوع الرائحة بواسطة خبراء مدربين (قياسات عضوية). ويقيم مستوى الرائحة عادة على مدرج من ست نقاط.

## الرعاية المنزلية والعلاج
في الوقت الحالي تعتبر حالة «البخر المزمنة» من الحالات التي لم تفهم أسبابها جيدًا من قبل الكثير من الأطباء وأطباء الأسنان، لذلك فإنه ليس من السهل دائما العثور على العلاج الفعال..
هناك ست استراتيجيات يمكن اقتراحها:
1. تناول إفطار صحي مع (الأطعمة الخشنة) يساعد على تنظيف الجزء الخلفي من اللسان بطريقة جيدة.
2. تنظيف سطح اللسان بلطف مرتين في اليوم عن طريق فرشاة اللسان (محكة اللسان أو منظفة اللسان) لإزالة (التجمعات البكتيرية - الأوساخ - المواد المخاطية). كما يمكن أن تستخدم ملعقة شاي مقلوبة بفعالية، أما فرشاة الأسنان فيجب أن يتجنب استخدامها نظراً لأن شعيراتها تؤثر على اللسان مسببة رد فعل التجشؤ. ويجب تجنب كشط اللسان بقوة أو الإضرار به خاصة كشط المنطقة الخلفية منه التي يوجد بها حليمات التذوق المتراصة على شكل حرف V. كما أن تنظيف الفم واللسان عن طريق استخدام غسول أو جل مضاد للجراثيم سيؤدي إلى منع النشاط البكتيري.
3. مضغ العلكة: إن جفاف الفم يؤدي إلى زيادة تجمع وتكاثر البكتيريا مما يسبب أو يفاقم مشكلة رائحة الفم الكريهة، لذلك فإن مضغ لبان خال من السكر يساعد على تنشيط إنتاج اللعاب وبالتالي تقليل الرائحة الكريهة. إن مضغ اللبان يساعد بشكل أخص عندما يكون الفم جافاً أو عندما لا يستطيع الشخص القيام بعملية العناية بصحة الفم بعد الوجبات (خاصة تلك الوجبات الغنية بالبروتين). وهو أيضا يساعد في زيادة إنتاج اللعاب، الذي يقوم بغسل وإزالة بكتيريا الفم، ويحتوي على خصائص مضادات الجراثيم التي تعزز النشاط الميكانيكي ليساعد في تنظيف الفم. قد تحتوي بعض العلك على مكونات أو عناصر خاصة مضادة لرائحة الفم الكريهة.. كذلك فإن من الشائع مضغ بذور الشمر، أعواد القرفة، لبان المستكاء أو البقدونس الطازج في العلاج الشعبي.
4. الغرغرة بغسول فم فعال مباشرة قبل وقت النوم. أظهرت عدة أنواع من غسولات الفم التجارية فعاليتها في التخفيف من رائحة الفم الكريهة لساعات، وهي تستند إلى دراسات علمية.. قد تحتوي غسولات الفم على مكونات نشطة تفقد فعاليتها بالصابون الموجود في معظم معاجين الأسنان، لذلك يوصى بعدم استعمال غسول الفم بعد التسوك بالفرشاة والمعجون مباشرة.
5. المحافظة على النظافة اللازمة للفم، وذلك يتضمن التنظيف بالفرشاة، استعمال خيط التنظيف، والزيارات الدورية لأطباء الأسنان وأخصائيي صحة الفم. إن استعمال خيط التنظيف يعتبر ضروريا لإزالة بقايا الغذاء المتحللة والجير العالق بين الأسنان خاصة بمحاذاة اللثة. كذلك يجب تنظيف أطقم الأسنان بعناية ونقعها طوال الليل في محلول مضاد للبكتيريا (ما لم ينصح طبيب أسنانك بغير ذلك)
6. المحافظة على مستوى الماء في الجسم بشرب عدة أكواب من الماء في اليوم..

### غسول الفم
عادة ما يحتوي غسول الفم على مضادات للبكتيريا تتضمن هذه المواد 
cetylpyridinium chloride, chlorhexidine zinc gluconate, essential oils, and chlorine dioxide.
إن مادتي الزنك وكلوروهيكسيدين يوفران فعالية متوافقة قوية. قد يحتوي غسول الفم على الكحول وهو مادة مجففة مما قد يؤدي إلى مفاقمة المشكلة مثل غسول Scope و Listerine.
بعض المحاليل الأخرى تعتمد على مزيلات الرائحة كالمؤكسدات التي تزيل رائحة الفم الكريهة في وقت قصير مثل غسول SmartMouth، TheraBreath، Closys وغيرها.
يمكن استعمال بيروكسيد الهيدروجين للتخفيف من رائحة النفس الكريهة بشكل مؤقت، كما يمكن استعماله أيضا كمطهر للفم عند تركيز 1.5% بواسطة الغرغرة ب 10 مل منه (حوالي ملعقتي شاي).
يتوفر بيروكسيد الهيدروجين عادة بتركيز 3 % ويجب تخفيفه إلى 1.5% عن طريق خلطه مع كمية مساوية له من الماء، وهو عامل مؤكسد قوي يقضي على معظم البكتيريا بما فيها البكتيريا الحيوية النافعة. كما أن استخدامه لمدة طويلة قد يكون ضارا.
و يعتبر بيروكسيد الهيدروجين المركز (50 %) مؤكسد آكل، وحتى المحاليل المنزلية القوية يمكن أن تسبب تهيجا للعين والأغشية المخاطية والجلد.
و يعتبر ابتلاع محلول بيروكسيد الهيدروجين خطرا جدا، فبتحلله في المعدة يطلق كميات كبيرة من الغاز (10 أضعاف حجم 3 % منه) مما يؤدي إلى حدوث النزيف الداخلي. أيضاً فإن استنشاق أكثر من 10% منه قد يؤدي إلى تهيج رئوي حاد.
ظهرت نظرية حديثة نسبيا للعناية المنزلية برائحة الفم الكريهة عن طريق استعمال غسول يحتوي على الزيت في مكوناته.
وقد تمت دراسة استخدام الزيوت الأساسية واكتشف أنها ذات فعالية كبيرة وتم استخدامها في العديد من غسولات الفم التجارية، بالإضافة إلى استخدام الغسول ذي الحالتين (ماء: زيت) وجد أن له فعالية في إزالة رائحة الفم الكريهة.

### علاجات تقليدية قديمة
تبعا للطب الأيروفيدي (الآرفدي: أحد فروع الطب البديل) فإن مضغ نبتة البندق وورقة التنبول (مدغة التنبول) يعتبر علاجًا ممتازًا ضد رائحة الفم الكريهة في جنوب آسيا. كانت هذه من عادات العشاق لاحتواء الخليط على المواد المنعشة لرائحة النفس.

## رهاب البخر (الوهم بالبخر)
ربع المرضى الذين يطلبون المساعدة الطبية للتخلص من الرائحة السيئة يعانون من قلق مبالغ فيه حيال إصابتهم بالنفس السيئ يعرف برهاب البخر أو الوهم بالبخر (Halitophobia (delusion halitosis)) أو قد يكون هذا القلق أحد مظاهر متلازمة اضطرابات رائحة الجسد (Olfactory Reference Syndrome). هؤلاء المرضى متأكدون من أن رائحة نفسهم سيئة مع أن غالبيتهم لم يطلب رأيا محايدا من أي شخص. رهاب البخر قد يؤثر بشكل خطير على حياة 0,5- 1 % من مجتمع البالغين. للأسف فإن القليل فقط من الأخصائيين أو الأطباء النفسين جربوا كيف يتفهمون مع هذه المشكلة العاطفية المنهكة وصعبة العلاج.

## أبحاث علمية
أسست عام 1966 منظمة علمية عالمية تدعى الجمعية العالمية لأبحاث رائحة النفس لتعزز عمل أبحاث صارمة عن رائحة النفس من جميع الأوجه. أقيم المؤتمر العالمي الثامن عن رائحة النفس في 2009 بمدينة دورتموند بألمانيا.